# État légal
État légal ist ein Ausdruck der französischen Rechtssprache. Nach Helmut Ridder bezeichnet der Begriff die „von der sich parlamentarisch darstellenden und legalisierenden bürgerlichen Gesellschaft restfrei vollzogene Okkupation des ‚Staats’“. Anders als im Rahmen eines sog. „materiellen“ Rechtsstaats-Verständnisses sei kein Gericht je „auf den Gedanken gekommen, mit Hilfe eines ‚Prinzips’ von ‚état légal’ die geltenden Gesetze zu dezimieren und zu desavouieren.“
Der Ausdruck bringt die legizentristische Tradition, die das französische Rechtsdenken – ausgehend u. a. von Rousseau – lange Zeit beherrschte auf den Begriff: „Gesetz“ repräsentierte in Frankreich „wie kaum ein anderer Begriff den Glauben an die umfassende Gestaltungskraft der menschlichen Vernunft. Wenn es in der Aufklärungszeit in Frankreich eine konsensfähige Vorstellung gibt, dann ist es die von dem Gesetz, mit dessen Hilfe, und nur mit dessen Hilfe, der Umbau von Gesellschaft, Recht, Politik usw. vollzogen werden kann.“
In den letzten Jahrzehnten kommt es allerdings auch in Frankreich zu einer aktivistischeren Rechtsprechung des französischen Verfassungsrates und einer Verdrängung des Begriffs État légal durch die dem Deutschen entstammende Lehnübersetzung État de droit (Rechtsstaat).